# Taça de Portugal 2022-2023
La Taça de Portugal 2022-2023, conosciuta anche come Taça de Portugal Placard per ragioni di sponsorizzazione, è stata l'83ª edizione del torneo Taça de Portugal, iniziata il 9 settembre 2022 e terminata il 4 giugno 2023. Il Porto ha vinto la competizione per la diciannovesima volta nella sua storia.

## Formula del torneo
| Turno                | Squadre rimanenti | Squadre partecipanti | Vincitori del turno precedente | Squadre entrate | Campionati entranti                                               | Date                  |
| -------------------- | ----------------- | -------------------- | ------------------------------ | --------------- | ----------------------------------------------------------------- | --------------------- |
| Primo Turno          | 152               | 118                  | 0                              | 118             | Liga 3 (21) Campeonato de Portugal (54) Campeonato Distrital (43) |                       |
| Secondo Turno        | 110               | 92                   | 42+34 bye                      | 16              | Segunda Liga (16)                                                 | 1-2 ottobre 2022      |
| Terzo Turno          | 64                | 64                   | 46                             | 18              | Primeira Liga (18)                                                | 14-15-16 ottobre 2022 |
| Sedicesimi di finale | 32                | 32                   | 32                             | 0               |                                                                   | 8-9-10 novembre 2022  |
| Ottavi di finale     | 16                | 16                   | 16                             | 0               |                                                                   |                       |
| Quarti di Finale     | 8                 | 8                    | 8                              | 0               |                                                                   |                       |
| Semifinali           | 4                 | 4                    | 4                              | 0               |                                                                   |                       |
| Finale               | 2                 | 2                    | 2                              | 0               |                                                                   | 4 giugno 2023         |

## Primo turno
Un totale di 118 squadre in rappresentanza di Liga 3, Campeonato de Portugal e Campionati distrettuali sono state coinvolte nel sorteggio del primo turno, che si è tenuto l'11 agosto 2021. Trentaquattro squadre hanno ricevuto un bye per passare al secondo turno e le restanti squadre sono state divise in quattro gruppi (due gruppi da otto squadre e due gruppi da sette squadre) in base alla vicinanza geografica. Queste squadre sono state quindi accoppiate all'interno del loro gruppo, con la prima squadra sorteggiata che giocava in casa.
Le seguenti trentaquattro squadre hanno ricevuto un pass al secondo turno:
- Real (3)
- Paivense (5)
- Angrense (4)
- Olivais e Moscavide (5)
- Silves (5)
- São Martinho (4)
- Castro Daire (4)
- Vila Caíz (5)
- Loures (4)

- Olímpico Montijo (5)
- Recreativa de Lamelas (5)
- Machico (4)
- Académica (3)
- Belenenses (3)
- Atlético de Portugal (4)
- Caldas (3)
- Vasco da Gama Vidigueira (4)
- Coruchense (4)

- Moura (5)
- Courense (5)
- Monte do Trigo (5)
- Vitória Setubal (3)
- Águeda (5)
- Vigor da Mocidade (5)
- Imortal (4)
- Vasco da Gama Ponta Delgada (5)

- Anadia (3)
- Pevidém (4)
- Amora (3)
- Vilar de Perdizes (4)
- Grupo Desportivo Fabril do Barreiro (4)
- Guarda Desportiva (4)
- 1º de Maio (5)
- Rabo de Peixe (4)

## Secondo turno
Il sorteggio è stato effettuato il 13 settembre 2022.
| 1º ottobre 2022             |                 |                     |
| Benfica e C.B.              | 0 – 1           | Farense             |
| Lajense                     | 0 – 2           | Moreirense          |
| Varzim                      | 1 – 0           | Feirense            |
| Joane                       | 0 – 3           | Belenenses SAD      |
| Vasco da Gama Vidigueira    | 0 – 5           | Leixões             |
| Sanjoanense                 | 3 – 1           | Marialvas           |
| 1° de Maio                  | 0 – 8           | Serpa               |
| Oliveira Hospital           | 1 – 1 (4-1 dtr) | Estrela Amadora     |
| Águeda                      | 0 – 1           | Pevidém             |
| União Leiria                | 0 – 2           | Montalegre          |
| Arronches Benfica           | 0 – 2           | Vianense            |
| Belenenses                  | 3 – 1           | Torreense           |
| 2 ottobre 2022              |                 |                     |
| São João de Ver             | 3 – 0           | Esperança Lagos     |
| Recreativa de Lamelas       | 0 – 0 (5-6 dtr) | Camacha             |
| Gondomar                    | 2 – 3 (dts)     | Penafiel            |
| União Santarém              | 0 – 1           | Mafra               |
| Oriental Lisbona            | 1 – 1 (5-4 dtr) | Paredes             |
| Resende                     | 1 – 2           | Felgueiras 1932     |
| Sporting Pombal             | 2 – 0           | Vigor Mocidade      |
| Machico                     | 1 – 1 (4-3 dtr) | Alverca             |
| Sertanense                  | 3 – 0           | Castro Daire        |
| Fafe                        | 1 – 2           | Anadia              |
| Silves                      | 3 – 5 (dts)     | Courense            |
| Moura                       | 0 – 5           | Dumiense            |
| Bragança                    | 1 – 0           | Olímpico do Montijo |
| Vila Caiz                   | 1 – 3 (dts)     | Amora               |
| Oriental Dragon             | 0 – 2           | Canelas 2010        |
| Fabril Barreiro             | 2 – 6           | Académico de Viseu  |
| Serra                       | 0 – 4           | Oliveirense         |
| Juventude de Évora          | 2 – 3 (dts)     | Vilafranquense      |
| Coruchense                  | 0 – 2           | Trofense            |
| Loures                      | 0 – 3           | Beira-Mar           |
| Olhanense                   | 1 – 0           | Monte do Trigo      |
| Sintrense                   | 2 – 3 (dts)     | Real SC             |
| Vitória Setúbal             | 2 – 1           | Vilar de Perdizes   |
| Merelinense                 | 3 – 4 (dts)     | Rabo de Peixe       |
| Valadares                   | 2 – 0           | Olivais e Moscavide |
| São Martinho                | 3 – 3 (4-3 dtr) | Guarda              |
| Länk Vilaverdense           | 2 – 1 (dts)     | Atlético CP         |
| Pêro Pinheiro               | 2 – 1           | Ferreiras           |
| Paivense                    | 1 – 2           | Tirsense            |
| Angrense                    | 0 – 2           | Nacional            |
| Vasco da Gama Ponta Delgada | 0 – 1           | Imortal             |
| Fontinhas                   | 5 – 0           | Praiense            |
| Caldas                      | 3 – 0           | Covilhã             |
| Académica                   | 1 – 1 (2-4 dtr) | Tondela             |

## Terzo turno
Il sorteggio è stato effettuato il 4 ottobre 2022.
| 14 ottobre 2022    |                 |                   |
| Olhanense          | 0 – 2           | Belenenses SAD    |
| Moreirense         | 3 – 0           | Vilafranquense    |
| Amora              | 2 – 3           | Estoril Praia     |
| 15 ottobre 2022    |                 |                   |
| Nacional           | 3 – 1           | Oliveirense       |
| Fontinhas          | 0 – 2           | Arouca            |
| Sanjoanense        | 3 – 2           | Belenenses        |
| Mafra              | 4 – 2           | Marítimo          |
| Trofense           | 0 – 1           | Famalicão         |
| Canelas 2010       | 1 – 3           | Vitória Guimarães |
| Serpa              | 0 – 3           | Gil Vicente       |
| Académico de Viseu | 1 – 0           | Oriental Lisbona  |
| Imortal            | 0 – 3           | Farense           |
| Penafiel           | 3 – 3 (1-2 dtr) | Vizela            |
| Tondela            | 2 – 0           | Santa Clara       |
| Caldas             | 1 – 1 (3-5 dtr) | Benfica           |
| 16 ottobre 2022    |                 |                   |
| Machico            | 1 – 0           | Boavista          |
| Pêro Pinheiro      | 4 – 0           | Sporting Pombal   |
| Montalegre         | 1 – 3           | São João de Ver   |
| Rabo de Peixe      | 2 – 1           | Sertanense        |
| Dumiense           | 2 – 1           | Real SC           |
| Bragança           | 0 – 1           | Pevidém           |
| Länk Vilaverdense  | 2 – 0           | Portimonense      |
| Oliveira Hospital  | 3 – 2 (dts)     | Rio Ave           |
| São Martinho       | 0 – 1           | Casa Pia          |
| Courense           | 0 – 6           | Camacha           |
| Tirsense           | 1 – 4           | Leixões           |
| Valadares          | 3 – 2 (dts)     | Chaves            |
| Vianense           | 1 – 2           | Beira-Mar         |
| Vitória Setúbal    | 2 – 0           | Paços Ferreira    |
| Felgueiras 1932    | 1 – 2           | Braga             |
| Varzim             | 1 – 0           | Sporting Lisbona  |
| Anadia             | 0 – 6           | Porto             |

## Sedicesimi di finale
Il sorteggio è stato effettuato il 18 ottobre 2022.
| 8 novembre 2022    |             |                   |
| Länk Vilaverdense  | 7 – 0       | Oliveira Hospital |
| Gil Vicente        | 1 – 4       | Arouca            |
| Varzim             | 1 – 0       | São João de Ver   |
| Mafra              | 0 – 3       | Porto             |
| 9 novembre 2022    |             |                   |
| Académico de Viseu | 3 – 0       | Camacha           |
| Famalicão          | 4 – 1       | Dumiense          |
| Leixões            | 3 – 1       | Farense           |
| Nacional           | 1 – 0       | Tondela           |
| Pêro Pinheiro      | 1 – 4       | Vitória Setúbal   |
| Beira-Mar          | 3 – 2       | Pevidém           |
| Rabo de Peixe      | 2 – 0       | Sanjoanense       |
| Casa Pia           | 2 – 0       | Valadares         |
| Vitória Guimarães  | 2 – 1 (dts) | Vizela            |
| Estoril Praia      | 0 – 1       | Benfica           |
| 10 novembre 2022   |             |                   |
| Belenenses SAD     | 4 – 0       | Machico           |
| Braga              | 2 – 1       | Moreirense        |

## Ottavi di finale
Il sorteggio è stato effettuato il 30 novembre 2022.
| 10 gennaio 2023    |             |                   |
| Leixões            | 1 – 2 (dts) | Famalicão         |
| Varzim             | 0 – 2       | Benfica           |
| 11 gennaio 2023    |             |                   |
| Länk Vilaverdense  | 1 – 4       | Belenenses SAD    |
| Nacional           | 1 – 0       | Rabo de Peixe     |
| Braga              | 3 – 2       | Vitória Guimarães |
| Académico de Viseu | 2 – 0       | Beira-Mar         |
| Porto              | 4 – 0       | Arouca            |
| 12 gennaio 2023    |             |                   |
| Vitória Setúbal    | 0 – 1       | Casa Pia          |

## Quarti di finale
| 8 febbraio 2023    |                 |                |
| Famalicão          | 4 – 1           | Belenenses SAD |
| Académico de Viseu | 0 – 1           | Porto          |
| 9 febbraio 2023    |                 |                |
| Casa Pia           | 2 – 5 (dts)     | Nacional       |
| Braga              | 1 – 1 (5-4 dtr) | Benfica        |

## Semifinali
| 12 aprile 2023 / 25 aprile 2023 |       |       |       |             |
| Nacional                        | 2 – 7 | Braga | 0 – 5 | 2 – 2       |
| 26 aprile 2023 / 4 maggio 2023  |       |       |       |             |
| Famalicão                       | 3 – 5 | Porto | 1 – 2 | 2 – 3 (dts) |

## Finale
| Arbitro: | João Pinheiro |

|  |           |                             |
|  | Marcatori | 52’ (aut.) Horta 81’ Otávio |